# سنت-بریژیت-د-سو، کبک
سَنت-بریژیت-دِ-سو (به فرانسوی: Sainte-Brigitte-des-Saults) قصبه‌ای در منطقه شهری درومون ناحیه سانتر-دو-کبک در استان کبک کانادا است. در سرشماری سال ۲۰۱۱ این قصبه ۷۶۰ نفر جمعیت داشته‌است و مساحت آن ۶۹٫۲۳ کیلومتر مربع است.